# Juan Bravo Pérez
Juan Bravo Pérez (Güinía de Miranda, Las Villas, Cuba, 10 de enero de 1865 - Trinidad, Las Villas, Cuba, 1 de septiembre de 1925) fue un militar y político cubano. General mambí.

## Orígenes y primeros años
Juan Bravo Pérez nació en el poblado de Güinía de Miranda, en Las Villas, Cuba, el 10 de enero de 1865. 
Durante su infancia y adolescencia, ocurrieron la Guerra de los Diez Años (1868-1878) y la Guerra Chiquita (1879-1880), que fueron las primeras dos guerras por la independencia de Cuba. Ambas guerras resultaron en derrotas para los cubanos. 
Hijo de una familia campesina de modestos orígenes, pronto se involucró en las distintas conspiraciones que se preparaban en la época, para independizar a Cuba de España. 

## Guerra Necesaria
El 24 de febrero de 1895, estalló la Guerra Necesaria (1895-1898), tercera guerra por la independencia de Cuba. Bravo se unió al Ejército Libertador cubano, el 7 de julio de ese mismo año, siendo nombrado Teniente. 
Como miembro de la “Brigada de Trinidad”, Bravo tomó parte en numerosos combates en dicha región. Dicha brigada, era la Tercera, de la Primera División, dentro del Cuarto Cuerpo de Ejército. Entre las acciones combativas más resonantes en las que participó Bravo se encuentran, la Toma del Condado, en septiembre de 1895, y el Combate del Laurel, en julio de 1897. 
Perteneció a las fuerzas de infantería que participaron en la Invasión a Occidente, bajo las órdenes del General Quintín Bandera. De enero a junio de 1896, fue jefe interino de la “Brigada de Trinidad”. Entre junio de 1896 y junio de 1897, fue el jefe oficial de dicha brigada, ya con los grados de Coronel. 
Desde enero de 1898, hasta agosto del mismo año, volvió a ser jefe interino de la “Brigada de Trinidad”. Combatió en “El Jíbaro” y “Arroyo Blanco”, en julio de 1898, bajo las órdenes del entonces General de División José Miguel Gómez. En agosto, poco antes de finalizar la guerra, fue ascendido a General de Brigada (Brigadier). 

## Últimos años y muerte
Tras el fin de la guerra, se inició el período conocido como la Primera ocupación estadounidense en Cuba (1898-1902). Durante dicho período, el Brigadier Bravo fue alcalde de la ciudad de Trinidad. 
El brigadier Juan Bravo Pérez falleció por causas naturales, en dicha ciudad, el 1 de septiembre de 1925, a los 60 años de edad.